# 斯塔克嶺
81°58′S 159°31′E / 81.967°S 159.517°E
斯塔克嶺（英語：Stark Ridge）是南極洲的山嶺，位於奧次地，屬於邱吉爾山脈的一部分，長20公里，該山嶺的山峰分隔錫弗吉冰川和曼瑟雪原，現時由南極條約體系管理。